# 金时龙
金时龙（1919年5月31日—1992年7月），朝鲜族，中华人民共和国早期农村社会主义互助合作化带头人，黎明农民大学创建人，全国劳动模范和吉林省特等模范，第一届、第二届、第三届全国人民代表大会代表，第五届全国政协委员，先后27次受到毛泽东、刘少奇、周恩来等领导人的接见。:411:336

## 互助组带头人
1919年5月31日，金时龙出生于日占朝鲜咸镜北道明川郡，1935年秋随家人迁往满洲国延吉县春兴区（今延吉市依蘭鎮），1938年迁至东盛涌镇英成村:793:336。1946年，解放后的延边地区进行了土地与生产物资的重新分配。由于生产工具等物资与土地、人口比例不协调，中共地方区委1947年决定成立互助组，金时龙被选举为贫雇农团组长。由于有些条件好的农户不愿参加互助组，他与村长金炳千强行将全村组建成了一个大的互助组。由于缺乏经验，第一年互助组的收成很差，大家也都是埋怨，一些农户还退出了互助组。:2-7:220-221:24
1948年春，金时龙开始按照自愿互惠的原则组建小型的互助组。通过理顺互助组集体与个人的利益矛盾，组织大家进行生产竞赛，他最终使大家看到了参加互助组的好处。此外，他还组织村民一起发展养猪、畜牧、碾房等农副业。这年延边地区遭灾，但村里的收成和农民的收入不但没减少，反倒增加了:8-17:221。金时龙的互助组在这年也获得了大丰收，被评为模范互助组:25。1948年8月31日，区委会批准他加入中国共产党:17。
1949年春，英成村看到去年互助组的好处后，再次将小型互助组合并成一个大的互助组。为更好的调动组员的劳动积极性，互助组1949年开始实行“标准工时”制，每块地根据土壤的好坏，面积的大小、距离的远近进行民主评估标准工时，然后按评估的工时出工。1950年，互助组开始实行“产量保证制”，对每块地的产量目标进行了评估。“标准工时”和“产量保证制”的实施大大提高了组员的劳动效率，农业产出随之获得大幅提高。这一年，金时龙被评为吉林省特等劳动模范，全国劳动模范，并受邀去北京参加了建国周年庆。:17-24:414-415:222-225:26-29

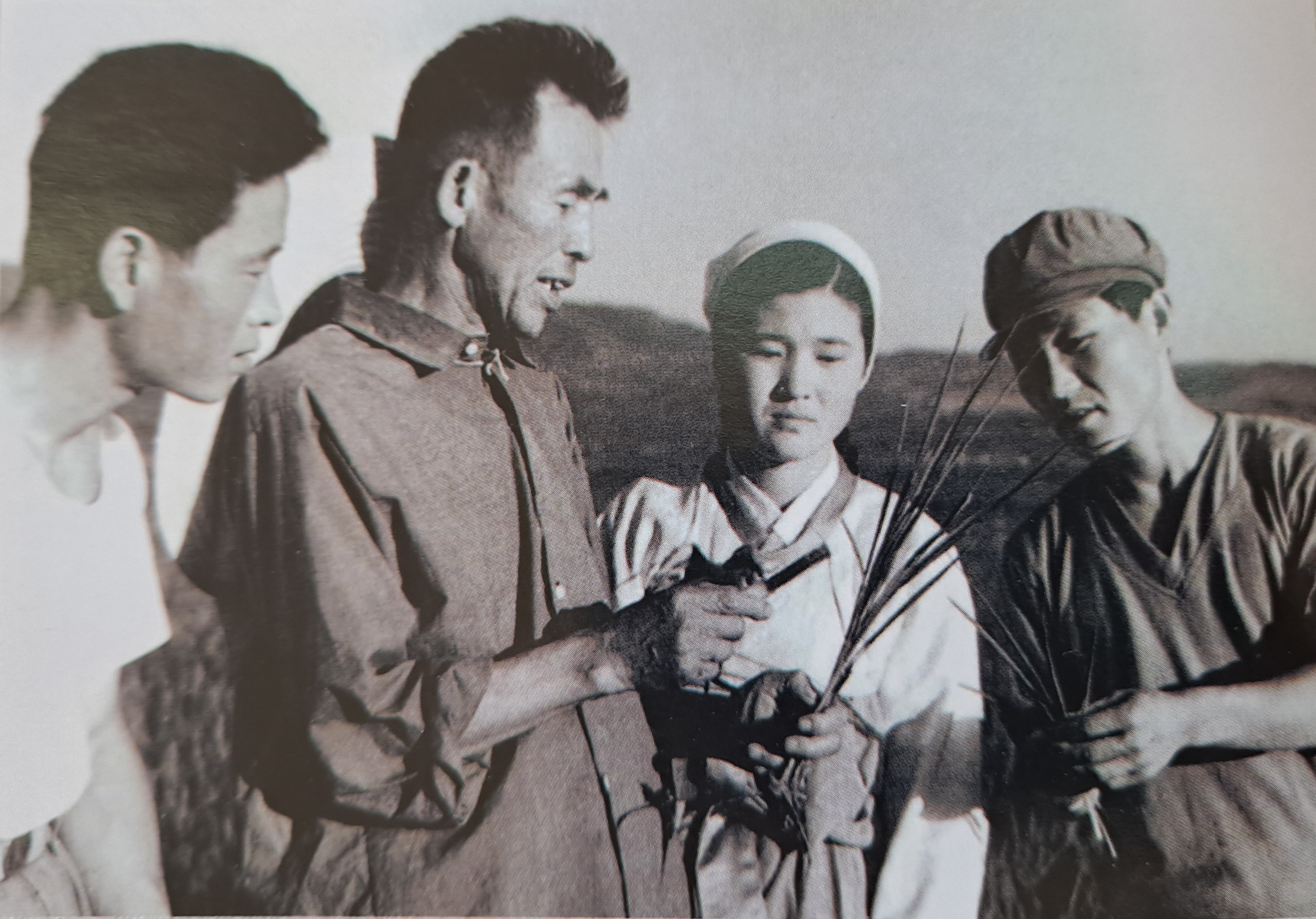
1951年3月金时龙与合作社社员

## 创建合作社和集体农场
1951年，英成村在金时龙的带领下开始了农民入股土地的尝试，并成立了生产合作社。这一年原本也是个灾年，但英成村水稻产量却增长了16%，旱田产量增长了近一倍。中共延边州委称金时龙合作社是“农业生产的星星之火”。东北人民政府派出工作组对金时龙农业合作社进行考察后，在《东北日报》上撰文推广此做法。金时龙合作社后被中央人民政府农业部授予“全国丰产模范合作社”的荣誉。:416:31

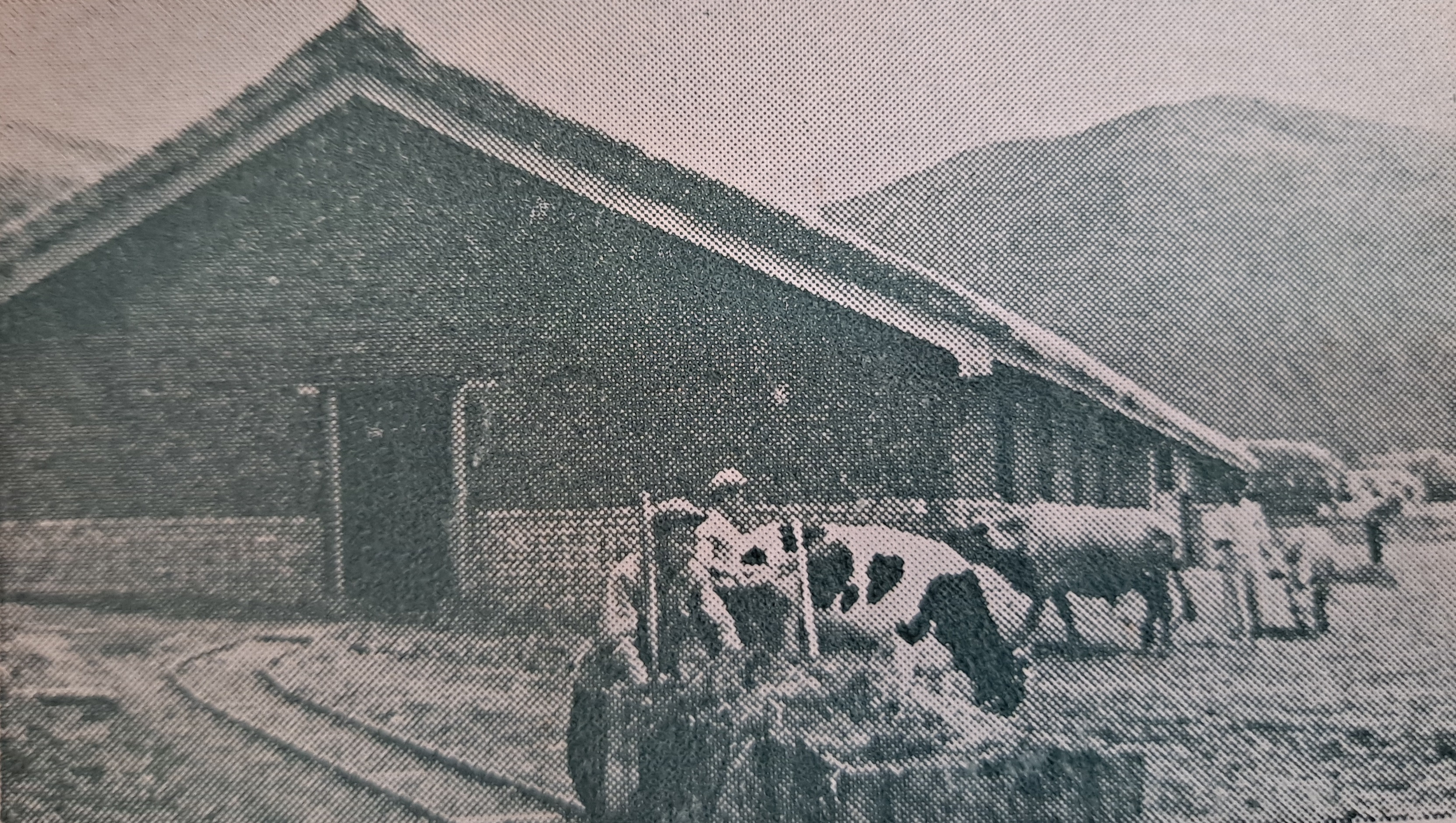
黎明集体农场牛舍

1952年，金时龙作为全国劳动模范随中国农民访苏代表团对苏联进行了为期3个多月的考察访问，参观了苏联的集体农庄，并得到斯大林的接见。1953年3月，金时龙按照访苏所得，在英成村成立了“黎明集体农场”，并被推选为农场主席。这是吉林省首个，中国第二个集体农场。黎明集体农场的最高权利机关是农工大会。农工大会选举产生生产管理委员会和监察委员会。农场实行按劳分配，取消了土地分红。农场成立的第一年，农业产量和农民收入都创出了历史新高。此后，全村的农户都加入到农场。黎明农场成为拥有195户，资产超5亿元的大农场。政府还在英成村建立了拖拉机站，帮助他们耕种所有的旱田。:34-50:32-34:337
1956年，中共在全国农村开展右倾保守思想的批判后，中共延边州委开始组织跨乡的高级农业社。黎明集体农场最终与周边8个村子联合成立了黎明高级农业生产合作社。1958年，在全国建设人民公社的大潮之下，黎明高级农业生产合作社又与其它高级农业社合并成东盛人民公社，金时龙任副社长。:196-197:35-36

## 创建中国首个农民大学

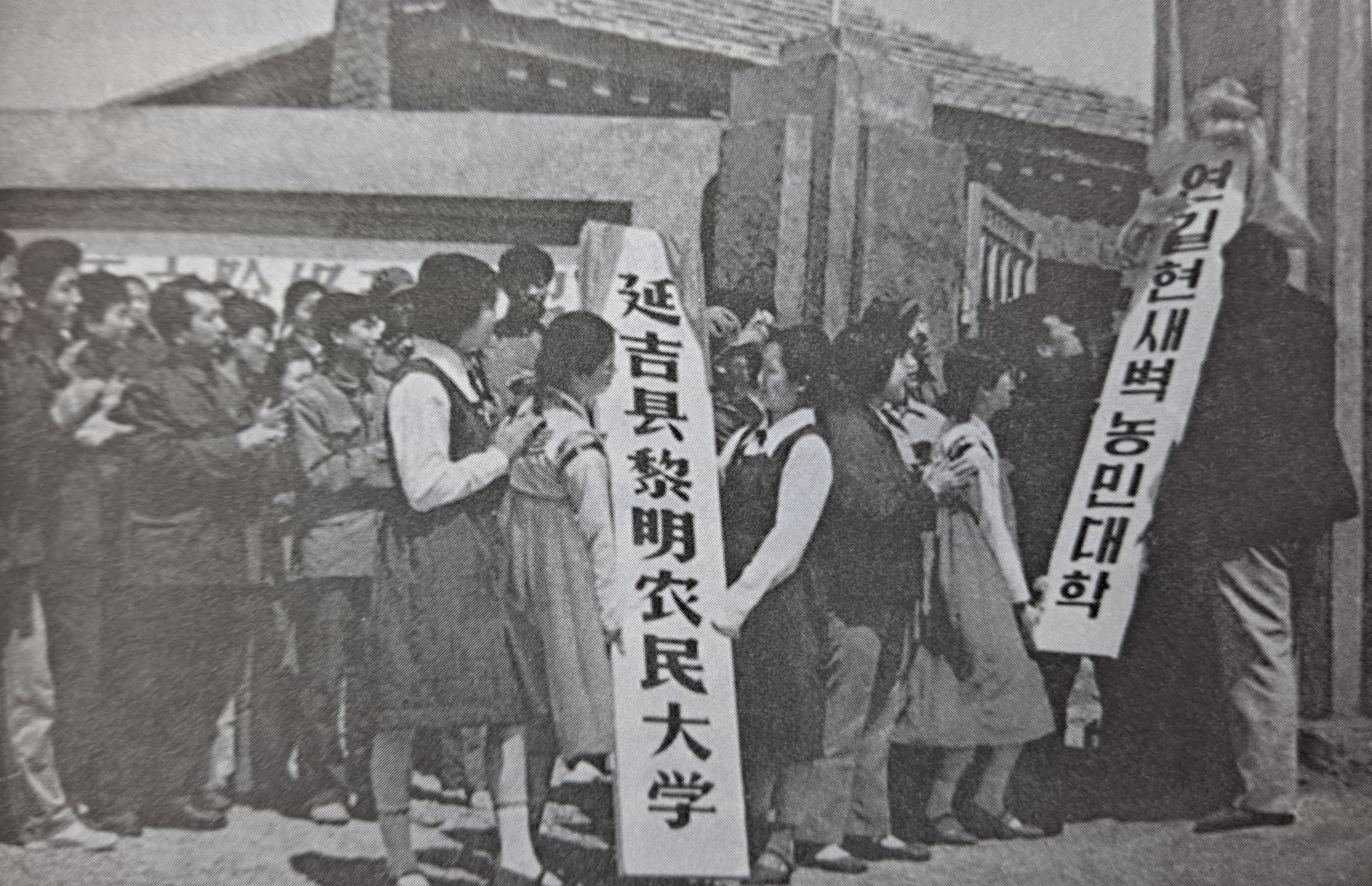
中国首座农民大学--黎明农民大学

金时龙自幼家境贫穷，没有上过学，也不识字，因此很希望能有机会上学，在中共的识字运动中，他与其它群众投入到了教育建设之中:417。1958年2月，他作为延边地区的代表出席了在北京召开的全国18个省市文盲扫除先进单位代表大会。期间，他提出了创办农民大学的想法，得到陈毅副总理的支持。同年5月1日，中国首个（一说世界首个）农民大学“黎明农民大学”在延边东盛涌乡正式成立:125-126。乡党委书记任校长，金时龙任副校长。学校设有土壤学、农业化学、农业机械、耕作学、作物栽培、植物生理学、植物病理学、作物选种学、牧畜学等11门课程。首批有51名学生经过考试后入学:213。1984年，黎明农民大学得到了中华人民共和国教育部的备案认可，成为一所正规的大学:418。

## 文化大革命及之后
文化大革命时期，英成村的集体经济建设受到了巨大的破坏。金时龙也被扣上“假劳模”的帽子，被批斗，一度曾几乎被打死，幸亏乡里一位老中医相救才得以捡回性命。由于他曾带领大家一起致富，许多乡亲主动帮他解围，使得他在动荡年代躲过难关。1970年，金时龙得到平反，自荐当上英成二队的队长。1978年3月，金时龙作为全国政协委员出席了第五届全国政协会议，并得到华国锋主席的接见。:225